# Algoa Bay

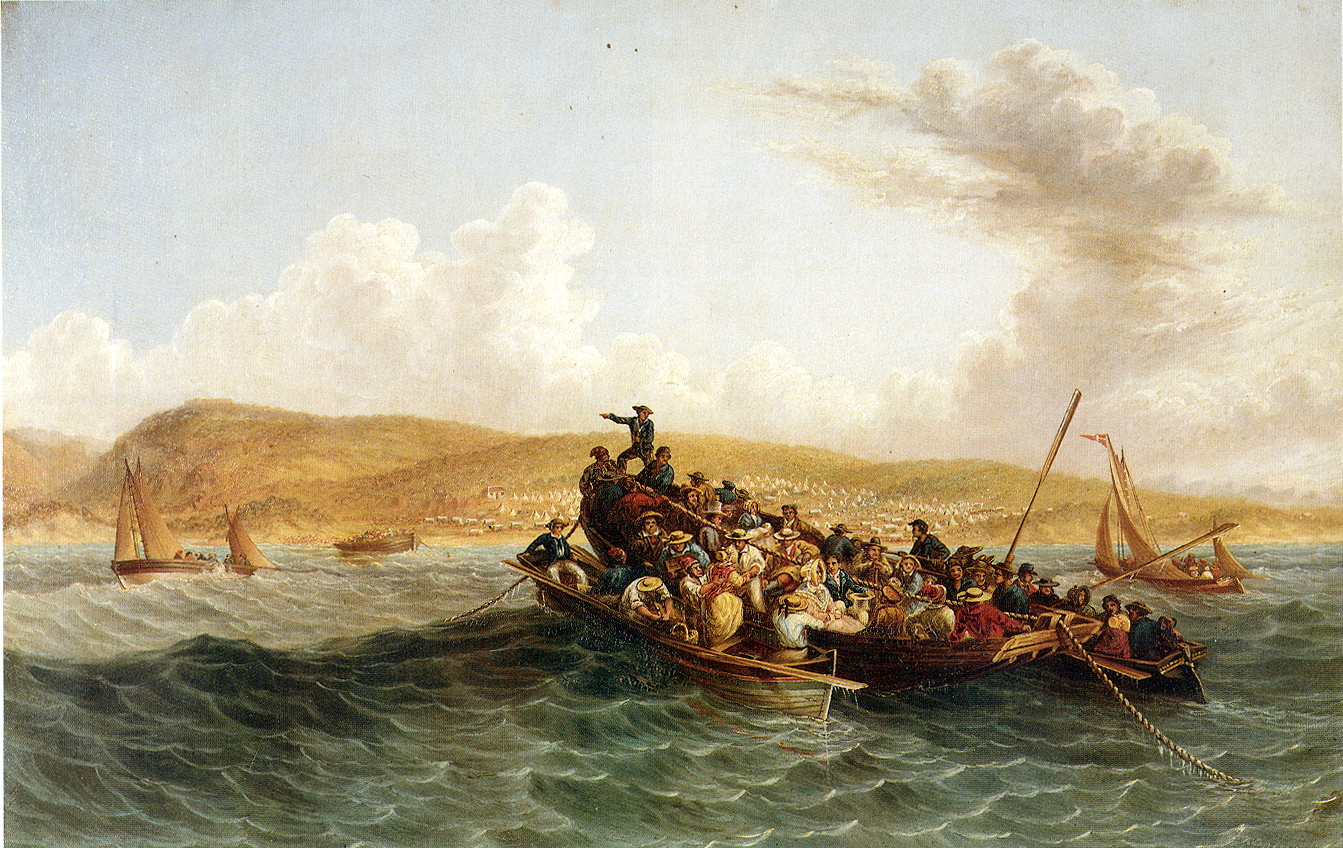
Britische Siedler landen 1820 in der Bucht. Gemälde von Thomas Baines, 1853

Die Algoa-Bucht ist eine Bucht in der Provinz Ostkap, Südafrika. Sie liegt etwa 683 km östlich vom Kap der guten Hoffnung. Die größte Stadt an der Bucht ist Gqeberha.

## Inseln
In der Bucht befinden sich zwei Inselgruppen.
Zu den St. Croix Islands gehören:
- St. Croix Island
- Brenton Island
- Jahleel Island

Zu den Bird Islands zählen:
- Bird Island
- Seal Island
- Stag Island